# Barrio de Buenos Aires (Bustillo del Páramo)
Barrio de Buenos Aires es una localidad española perteneciente al municipio de Bustillo del Páramo, en la provincia de León, comunidad autónoma de Castilla y León.

## Geografía

### Ubicación
| Noroeste: Veguellina de Órbigo | Norte: San Pedro de Pegas    | Noreste: San Pedro de Pegas      |
| Oeste: Veguellina de Órbigo    |                              | Este: Acebes del Páramo          |
| Suroeste Veguellina de Órbigo  | Sur: Castrillo de San Pelayo | Sureste: Castrillo de San Pelayo |

## Demografía
Evolución de la población
| Gráfica de evolución demográfica de Barrio de Buenos Aires entre 2000 y 2016 |
|                                                                              |
| Población de derecho (2000-2016) según el padrón municipal del INE           |